# Цар-гармата
Цар-гармата — мортира, відлита 1586 року московським майстром ливарної справи Андрієм Чоховим. Вага гармати 39 312 кг (приблизно 40 т), довжина 5,34 метра, калібр — 890 міліметрів. Лафет і металеві ядра (спочатку гармата повинна була стріляти кам'яними) були виготовлені пізніше, 1835 року.
Найбільша гармата світу виконана з бронзи й жодного разу не стріляла. У часи Миколи I, у 1836 році, був відлитий лафет, на який й встановили гармату.
Цю гармату планували застосовувати для оборони Кремля, однак згодом вона не використовувалася. Особливістю «Цар-гармати» є її багатий декоративний рельєф, зокрема зображення царя Федора I Івановича верхи на коні.
2001 року Москва подарувала Донецьку копію Цар-гармати. Копію виконало підприємство «Іжсталь».

## Галерея

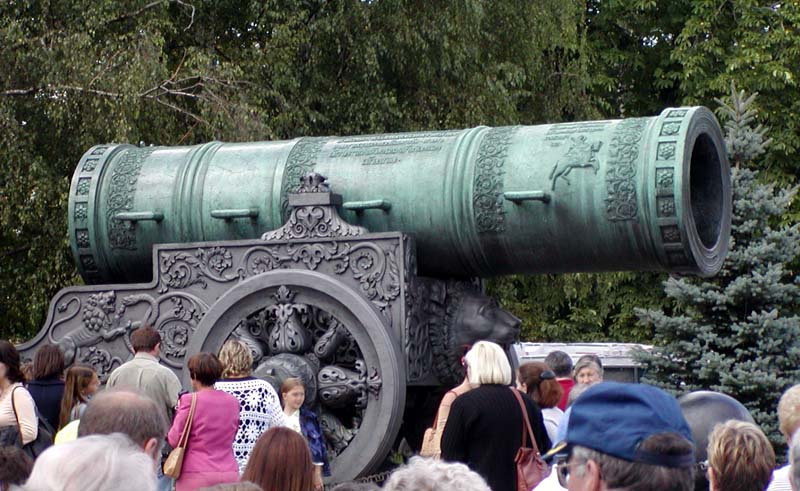
Цар-гармата
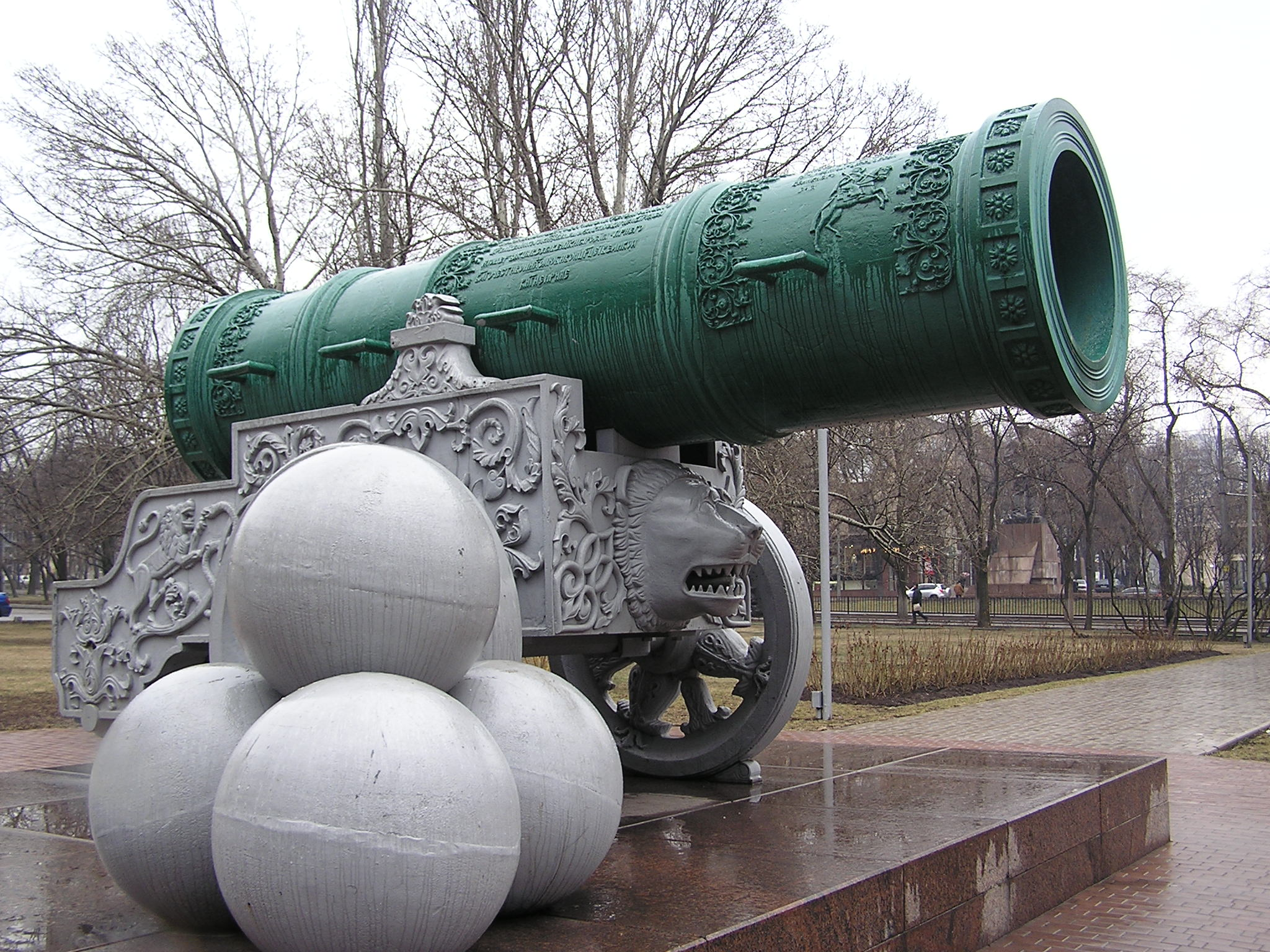
Копія Цар-гармати у Донецьку